# Ghada al-Samman
Ghada al-Samman (en árabe: غادة السمّان) (al-Shamiyeh, Damasco, Siria, en 1942) es una periodista y escritora siria que durante años compaginó su profesión de periodista con su vocación de escritora y poetisa. Su producción literaria abarca diferentes estilos que van desde el cuento, la novela, la poesía, así como numerosos artículos. Reside en Francia desde mediados de los 80 como exiliada por la guerra civil del Líbano. Es una de las autoras más leídas en los países de habla árabe con una obra y vida muy comprometida con el nacionalismo árabe postcolonialista y la causa feminista en los países árabes, defensora de un feminismo musulmán.

## Biografía
Ghada al-Samman nació en al-Shamiyeh, un pequeño pueblo sirio próximo a la ciudad de Damasco en 1942, hija de Ahmad al-Samman y Salma Rweeha. Su madre, también escritora, murió joven, cuando Ghada era apenas una niña, de manera que tanto ella como su hermano Bisher y hermana Zolfa fueron prácticamente criados por su padre. Su padre fue profesor de derecho en la Universidad de Damasco, cuyo nombre hasta 1958 fue el de Universidad de Siria, y de la cual ocuparía el cargo de rector de 1962 a 1964, para más tarde ocupar durante un corto período el cargo de Ministro de Educación durante los convulsos años que siguieron a la declaración de independencia de Siria y el golpe de Estado de Hafez al-Asad el 13 de noviembre de 1970. La educación que recibió de su padre contribuyó a su visión nacionalista del estado Sirio.
Sus primeros años de estudio los cursó en la Escuela Francesa de Damasco, para ya en la adolescencia obtener el grado de bachillerato en ciencias en el instituto Al-Tajheez. Se opuso a su padre que deseaba que estudiase medicina y se matriculó en el Departamento de Filología Inglesa en la Escuela de Arte de la Universidad de Damasco. Compaginó sus estudios universitarios con trabajos en la biblioteca de la universidad y como profesora de inglés en el instituto Charles Saad School, hasta que obtuvo su título de licenciada en 1964. Ese mismo año se desplazaría a Beirut para obtener un máster en la Universidad Americana de Beirut (AUB) en 1966. El título de tesis fue: "Literatura del absurdo", introduciéndose así en el movimiento inspirado en el surrealismo y el existencialismo que influiría posteriormente en su producción literaria. 
Durante aquella época ya empezó a publicar artículos como periodista en diversas revistas y diarios árabes como al-Usbu al-Arabi y al-Hawadith entre otros, al mismo tiempo que viajaba y vivía por temporadas en diversos países europeos. El mismo año que obtenía su título de máster, 1966, y durante uno de sus viajes a Londres, fue condenada en su ausencia a tres meses de prisión por desacato a las autoridades y salir de Siria sin permiso. Como consecuencia de la condena fue despedida de la revista libanesa para la cual trabajaba entonces. Aquel mismo año su padre murió. La suma de acontecimientos, la muerte de su padre y la condena siria, hizo que tras sus viajes entre Europa y Beirut, optase por instalarse definitivamente, a partir de 1969 en Beirut, sin volver a Siria para evitar conflictos con las autoridades y romper su relación con la burguesía siria que la consideraba una "perdedora" por carecer de familia y con su estatus social perdido por la condena. En Beirut, por entonces una ciudad de relativa libertad para el mundo árabe que atrajo a muchos intelectuales de la época, fue donde pudo desarrollar su pensamiento político y obra artística sin limitaciones. 
Fue durante su estancia en Beirut, donde conoció y tuvo un romance amoroso con Ghassan Kanafani, escritor y activista político palestino cofundador del Frente Popular para la Liberación de Palestina, asesinado por la agencia de inteligencia israelí Mossad en 1972. Años más tarde, en 1992, Ghada al-Samman publicaría las cartas que él le escribió durante la relación que mantuvieron durante aquel período.
Durante el verano de 1969 conoció a Bashir al-Da’ook con quien contrajo matrimonio en 1970 y tuvo su hijo Hazem. Bashir fue un reconocido editor que fundó diversas revista árabes como Dar Al Talia y Dirassat Arabiyya. En todas ellas, tanto él como Ghada pudieron manifestar sus ideales anticolonialistas, pro-palestinos, árabe nacionalistas, así como por la justicia social y económica y los derechos de las mujeres entre otros. 
Con la ayuda de su marido, y para poder asegurar su libertad de expresión sin tener que sufrir censura alguna por parte de los editores, en 1978 inicia su propio sello editorial, Ghada Samman Publications, en el cual publicará a partir de entonces toda su obra literaria.
En 1984, tras años conviviendo con el conflicto civil que llevaba asolando el Líbano desde 1975, el matrimonio decide exiliarse a París. Así pues aquel 1984 daba respuesta a su pregunta retórica publicada dos años antes en 1982: "Y nosotros, ¿cuándo vamos a emigrar para no volver nunca más?" como crítica a sus compañeros escritores e intelectuales que habían optado por abandonar el país en los primeros años de la guerra civil. Ya establecidos en París, sigue escribiendo sus novelas y ensayos, al tiempo que contribuye con una columna en el semanario Al-Hawadeth.         
La publicación en 1992 de las cartas que Ghassan Kanafani le escribió durante su amorío causaron un gran revuelo en el mundo árabe y especialmente en el palestino. Para muchos intelectuales y activistas palestinos, la publicación de aquellas cartas supuso un "crimen" contra la causa palestina al exhibir a un héroe nacional como un hombre débil y enamorado de una mujer. Kanafi más que un hombre, es un símbolo dentro de la resistencia palestina, al que las cartas que Ghada mostraban su delicadeza y debilidad, y con ello afectaba la causa palestina.
A partir de 1994 empieza a publicar colecciones de relatos breves y poemarios donde cada vez manifiesta más su nostalgia por Beirut y Damasco desde su exilio europeo en París. Sus obras más destacadas son la colección de cuentos La luna cuadrada (1992) única obra de Ghada traducida al castellano hasta el momento, el poemario Cartas nostálgicas a Jasmine (en referencia a Damasco, apodada la Ciudad de Jazmín) (1996) y la novela La novela imposible, un mosaico damasquino (1997).
En 1997 recopiló gran parte de sus trabajos de prensa en una serie de libros, todos ellos bajo el título genérico de al-A’mal ghayr al-kamila (Trabajos incompletos).
Cuando en 2007 su marido Bashir al-Da’ook muere de un ataque de corazón, Ghada al-Samman dejó de colaborar en el semanario Al-Hawadeth y desde entonces no ha vuelto a publicar nada. Mantiene dos residencias, una en París y otra en Beirut donde va compaginando su vida. Sus archivos de libros, artículos y cartas no publicadas hasta el momento están a resguardo en un banco suizo con instrucciones para ser publicados en el futuro.

## Estilo
Ghada al-Samman ha tratado tanto en sus relatos de ficción, poemas como artículos, muchos aspectos políticos, sociales y morales de Siria, Líbano y Palestina del último cuarto del siglo XX. Durante sus primeros años como periodista en Beirut redactó numerosos artículos en los cuales intentaba describir la vida libanesa así como dar voz a las regiones pobres del norte y sur del Líbano que hasta entonces habían permanecido ignoradas por la prensa. A pesar de su combativo anticolonialismo y su abierta oposición al sionismo israelí, su obra mantiene un tono también crítico con la sociedad árabe, criticando los círculos intelectuales que seguían autocensurándose para no dejar constancia de la lacra que constituía la corrupción política en las nuevas naciones árabes postcolonialista o la represión sexual con la cual las mujeres eran tratadas.
 

En entrevistas concedidas, Ghada al-Samman interpreta su obra literaria como una colección de despertadores literarios que pretenden despertar las conciencias y la creatividad de aquellos que estén dispuestos a escuchar:   
Los sueños, la locura, las invocaciones y las alucinaciones son herramientas literarias que me ayudan a sondear las profundidades de la humanidad. […] Lo más importante, para sobrevivir a una pesadilla, es que el individuo intente despertarse desde el vientre de la misma. Esa voluntad, la voluntad de despertar, es de la que los árabes carecemos.
Para ello la autora hace uso metáforas y símbolos, en los cuales se entremezclan la cultural occidental de la que bebió durante su crecimiento y la tradición de la fantasía oriental, dando lugar a un movimiento de realismo mágico en la que las alucinaciones, lo onírico y lo real mantienen límites difusos difíciles de identificar. En sus textos es usual que los caracteres se muevan entre estados de duermevela en las que todo queda confuso, bien como estrategia de escape de una realidad cruda y dura en sus obras ambientadas durante la guerra civil libanesa o como confirmaciones de sus peores pesadillas. Su narrativa se caracteriza por un gran lirismo, y su poesía suele ser narrativa, no ajustándose a los patrones tradicionales de la poesía árabe. En respuesta a los críticos escribió en el periódico Al Itihad:
En cuanto a los críticos a los que se les hace difícil clasificar lo que escribo, se lo voy a poner fácil. Pueden escribir sobre los cajones que contengan los archivos sobre mis trabajos, "¡Un grito por la libertad!".
La publicación en 1992 de Cartas de Ghassan Kanafani a Ghada al-Samman [Ghassan Kanafani’s letters to Ghada al-Samman] (Berirut: Dar al-Taliya, 1993; con una segunda edición en 1993), no sólo se consideró en su momento un acto de valentía, sino también el inicio de un género, el de las cartas literarias, hasta entonces inexistente en la literatura árabe. Su publicación se interpretó en su momento como un éxito feminista, al ser la primera vez que las cartas de amistad y amor de un hombre eran desveladas y publicada por una mujer. A pesar de que en su momento la relación amorosa que mantuvieron ambos a finales de la década de los 60 era conocida, la publicación de las cartas generó polémica entre algunos sectores palestinos que lo interpretaron como un acto que manchaba el nombre de Kanafani y con él, el de la causa palestina. 

Todo y que algunas de sus obras literarias han sido traducidas del árabe al inglés, francés, italiano, ruso, alemán, japonés, polaco, castellano y persa, es una autora poco conocida fuera del ámbito árabe. En el mundo árabe goza de una gran aceptación y reconocimiento, especialmente dentro del movimiento de escritores del postcolonialismo. Un estudio del año 2000 la reconoció como una de las escritoras favoritas de las estudiantes universitarias palestinas. Ello contrasta con lo poco conocido que es su nombre en Occidente, a diferencia de otras autoras árabes más traducidas o que escriben en inglés desde el exilio como por ejemplo Nawal al-Saadawi y Ahdaf Soueif. Estas diferencias en popularidad demuestra los diferentes circuitos por los que se mueve la literatura femenina en el mundo árabe y fuera del mismo. El propio escritor marroquí Muhammed Choukri, cuyas obras se enfrentaron a la censura por su estilo realista y referencias explícitas al sexo y las drogas declaró una vez:
Ella ha sido la figura literaria más audaz e importante en el mundo árabe de este siglo. Ghada al-Samman es una pionera entre los escritores valientes, mostrando su coraje tanto en sus entrevistas como en sus obras; ha sido firme en sus posturas a pesar de las tentaciones, y espero que otros muchos autores sigan sus pasos. 

## Feminismo
Ghada al-Samman ha sido considerada como una de las escritoras árabes que más ha tratado las condiciones de vida y el punto de vista femenino en su obra literaria, así como su dependencia socioeconómica del hombre y la familia. La mayoría de sus textos son una exaltación a la exploración y reafirmación de la mujer como individuo en su búsqueda por la libertad dentro de una sociedad caracterizada por un opresivo patriarcado. En una entrevista, Ghada analiza como la revolución política y económica que estaba teniendo lugar en aquellos momentos en Oriente Medio no podía desvincularse de una revolución sexual, en lo que ella considera que todo debe ir de la mano:
No es un secreto que he llegado a creer que la revolución sexual es una parte inseparable de la revolución del individuo árabe para alcanzar el resto de sus libertades […] económica, política y la libertad de expresión de la escritura y el pensamiento. No hay otra alternativa que combatir contra nuestros diferentes conceptos, incluidos los sexuales y el limitado y superficial concepto burgués de libertad. 
Además de sus libros, Ghada al-Samman ha expresado su feminismo en sus numeroso artículos, así como en las entrevistas concebidas. A la edad de 19 años publicó un manifiesto en la revista Jaridat al-Nasar al-Suriya, titulado "Nuestra constitución: nosotras las mujeres liberadas", donde condena a las mujeres de la región de Hama por renunciar a su derecho al sufragio universal justificándose en su fe religiosa y los dictados del Islam. En ese manifiesto, y artículos posteriores, la periodista y escritora, miró de compaginar los derechos de la mujer con su identidad cultural y religiosa. Buscó en sus manifestaciones una liberación intelectual y sexual de la mujer que rompiese al mismo tiempo con el patriarcado tradicional y con el colonialismo, resaltando que la revolución femenina debe surgir desde dentro de la cultura árabe y no desde fuera. Describió en sus textos mujeres liberales y fuertes que siguen existiendo moralmente según los preceptos del Islam, pero sin renunciar por ello a sus derechos humanos como mujer y sus derechos como ciudadanas árabes.

## Obras
Dentro de la extensa obra literaria de Ghada al-Samman, destacan tres novelas cuya temática gira alrededor de la Guerra Civil Libanesa que vivió en primera persona durante casi nueve años, desde 1975 hasta 1984, hasta que decidió exiliarse con su familia a París.
La primera de ellas, es Beirut 75, publicada en 1974. Dicha obra expone la realidad política de Beirut a las puertas de la guerra civil que estallaría pocos meses más tarde. La novela sigue la vida de cinco personajes que representan la sociedad postcolonialista de Beirut con sus grandes diferencias de clases, etnias religiosas, y diferencias políticas. Los dos protagonistas principales son una mujer y un hombre joven que se desplazan de Damasco a Beirut atraídos por su aparente modernismo para más tarde ir descubriendo los feudos sociales y religiosos que siguen existiendo en la misma, y el gran peso que el patriarcado continua ejerciendo sobre sus mujeres. Es la primera obra de Ghada al-Samman traducida al castellano por José Miguel Puerta y publicada en 1999 por Ediciones Cultural Hispánica.
Pesadillas de Beirut, publicada en 1975, narra las experiencias del conflicto durante sus primeros ocho meses. Sin embargo, el texto no se centra en los combates o las acciones bélicas, sino en la psicología de los ciudadanos refugiados en sus apartamentos. La historia refleja como los ciudadanos y los combatientes piensan, se comportan y sienten en una situación extrema, centrándose en un grupo de personajes que configuran un microcosmos de la sociedad libanesa del momento. El libro está escrito en primera persona, desde el punto de una mujer que vive junto con su hermano y su hijo, desde donde observan y analizan la conducta de los vecinos y lo que sucede en la calle. Alternando con la realidad, la narración se enriquece con una serie de pesadillas que permiten alejarse del punto de vista de la protagonista para paralelamente contar las experiencias de un francotirador, un vecino, un prisionero, y otra serie de caracteres que pueblan los sueños de la narradora. Así como soñar con los animales de la tienda de animales que hay en su mismo edificio y su comportamiento, donde cada animal simboliza un estatus social y religioso de Beirut, actuando como otro microcosmos dentro del microcosmos del vecindario descrito donde transcurre la historia.
La historia no solo narra la vida durante la guerra, sino que además denuncia el maltrato y abusos que reciben las mujeres en estas situaciones. A través de las observaciones de la protagonista encarcelada en su propia casa y las conversaciones por teléfono con amigas, es posible reconstruir la vida de diferentes mujeres, y la doble vida que muchas de ellas se ven obligadas a llevar. La protagonista, lejos de verse como una víctima y dejarse llevar por el derrotismo, decide escrbrir su propio manuscrito y buscar un editor que se lo publique, convencida de que al final las palabras siempre son más poderosas que las armas, y que es a través de ellas como ella puede liberar su propia guerra.
La novela, fue considerada en 2010 como una de las diez mejores de la literatura árabe moderna por la Asociación de Escritores Árabes.
La tercera obra relacionada directamente con la Guerra Civil Libanesa y la posterior guerra del Líbano es, El anochecer de los primeros mil millones, publicada en 1986. Escrito ya en el exilio de París, la escritora describe los problemas con los que una exiliada debe confrontarse. La historia se ambienta en Ginebra en año 1982, el año que Israel invadió parte del sur del Líbano generando una gran oleada de refugiados árabes desplazándose hacia Europa en busca de asilo. 
Relata como la protagonista huye del horror y las pesadillas de la guerra para descubrir los horrores del exilio, los prejuicios, y como la comunidad libanesa en el exilio ha sido capaz de recrear la misma sociedad que dio lugar al conflicto en su exilio europeo, actuando así como una perpetuación sociopolítica del conflicto en su nuevo hogar, en la que los roles sexuales se siguen manteniendo. Inmigración, nacionalismo, asimilación cultural y la violencia sexual son los ejes de la historia.
La luna cuadrada, una recopilación de cuentos publicada en 1994, ha sido interpretada como relatos nostálgicos que expresan las experiencias de la diáspora de las guerras civiles, en la que los exiliados idealizan y fantasean sobre paraísos que ya no existen y nunca existieron. La originalidad de estos cuentos dentro de la literatura árabe es que para representar dicha nostalgia, la autora utiliza argumentos y elementos propios de la ciencia ficción y fantasía de la literatura occidental para recrear nuevos mundos imaginarios que se mueven entre los contrastados mundos de Oriente Medio y Europa. El texto refleja la pérdida de identidad del exiliado y la libertad para reencontrar su verdadera identidad, en unas narraciones oníricas llenas de simbolismos.
La luna cuadrada es la segunda obra, hasta el momento, de Ghada al-Samman que se ha traducido al castellano. Fue publicada en 2007 contando una vez más con la traducción del filólogo árabe José Miguel Puerta Vilchez, cuya traducción le valió el IV Premio Andaluz de Traducción.

### Algunos de los trabajos publicados (lista incompleta)
- عيناك قدري ('Ayunak Qidray), “Tus ojos son mi destino”,  relatos cortos, 1962.
- لا بحر في بيروت (La Bahr Fi Bayrut), “No hay mar en Beirutt”,  relatos cortos, 1965.
- ليل الغرباء (Layal Al Ghuraba), “Noches extranjeras”,  relatos cortos, 1966.
- حب (Hubb), “Amor”, poesía, 1973.
- رحيل المرافئ القديمة (Rahil Al Murafa' Al Qadima), “La partida de los viejos muelles”,  relatos cortos, 1973.
- بيروت 75 (Bayrut 75), “Beirut 75”, novela, 1974. Traducción al castellano de Jose Miguel Puerta José Miguel Puerta, Ediciones Cultural Hispánica, 1999. ISBN 9788472328297
- أعلنت عليك الحب ('Alanat 'Alayk Hubb), “Te declaro mi amor”, poesía, 1976.
- كوابيس بيروت (Kawabis Bayrut), “Pesadillas de Beirut”, novela, 1977.
- ليلة المليار (Laylat Al Miliyar), “El anochecer de los primeros mil millones”, novela, 1986.
- Cartas de Ghassan Kanafani a Ghada al-Samman, correspondencia, 1992
- الرواية المستحيلة: فسيفسا ءدمشقية (Al Ruayah Al Mustahilah: Fasifasa' Dimashqiya), ”La novela imposible un mosaico damasquino”, autobiografía, 1997.
- القمر المربع: قصص غرائبية (Al Qamar Al Murabah: Qasas Al Gharibiyah), "La luna cuadrada", relatos cortos, 1994.Traducción al castellano de José Miguel Puerta, Editorial Comares, 2007. ISBN 9788498362572
- سهرة تنكرية للموتى (Sahra Tanakuriyah Al Mawta), “Una fiesta de disfraces para los muertos”, novela, 2003.